# Mistrzostwa Świata Strongman 1984
Mistrzostwa Świata Strongman 1984 – doroczne, indywidualne zawody siłaczy.
WYNIKI ZAWODÓW:

Data: 1984 r.

Miejsce: Mora  Szwecja
| Miejsce | Zawodnik            | Kraj              | Punkty |
| ------- | ------------------- | ----------------- | ------ |
| 1.      | Jón Páll Sigmarsson | Islandia          | 57,5   |
| 2.      | Ab Wolders          | Holandia          | 51,5   |
| 3.      | Geoff Capes         | Anglia            | 49     |
| 4.      | Rudolf Küster       | Niemcy            | 34     |
| 4.      | Dave Waddington     | Stany Zjednoczone | 34     |
| 6.      | Daniel Poulin       | Kanada            | 22     |
| 7.      | Yngve Gustavsson    | Szwecja           | 21,5   |
| 8.      | Pius Ochieng        | Kenia             | 18,5   |